# 所罗门之匙 (游戏)
《所罗门之匙》（又译作）是一款由特库摩公司制作的解谜游戏。本游戏于1986年在街机上发行。1987年移植至Commodore 64和FC游戏机。此外，本游戏后于1988年在世嘉Master System发行，于1991年1月25日在FC磁碟机发行。
游戏的主角名为Dana，他被派往寻找所罗门之匙来使世界重获光明。
本游戏被认为是FC游戏机中最有难度的游戏之一。